# 幸手バイパス
幸手バイパス（さってバイパス）は、埼玉県幸手市を通る総延長 2.6キロメートル (km) の国道4号バイパス道路である。
旧道はすでに県道降格となっており、このルートが国道4号の現道である。

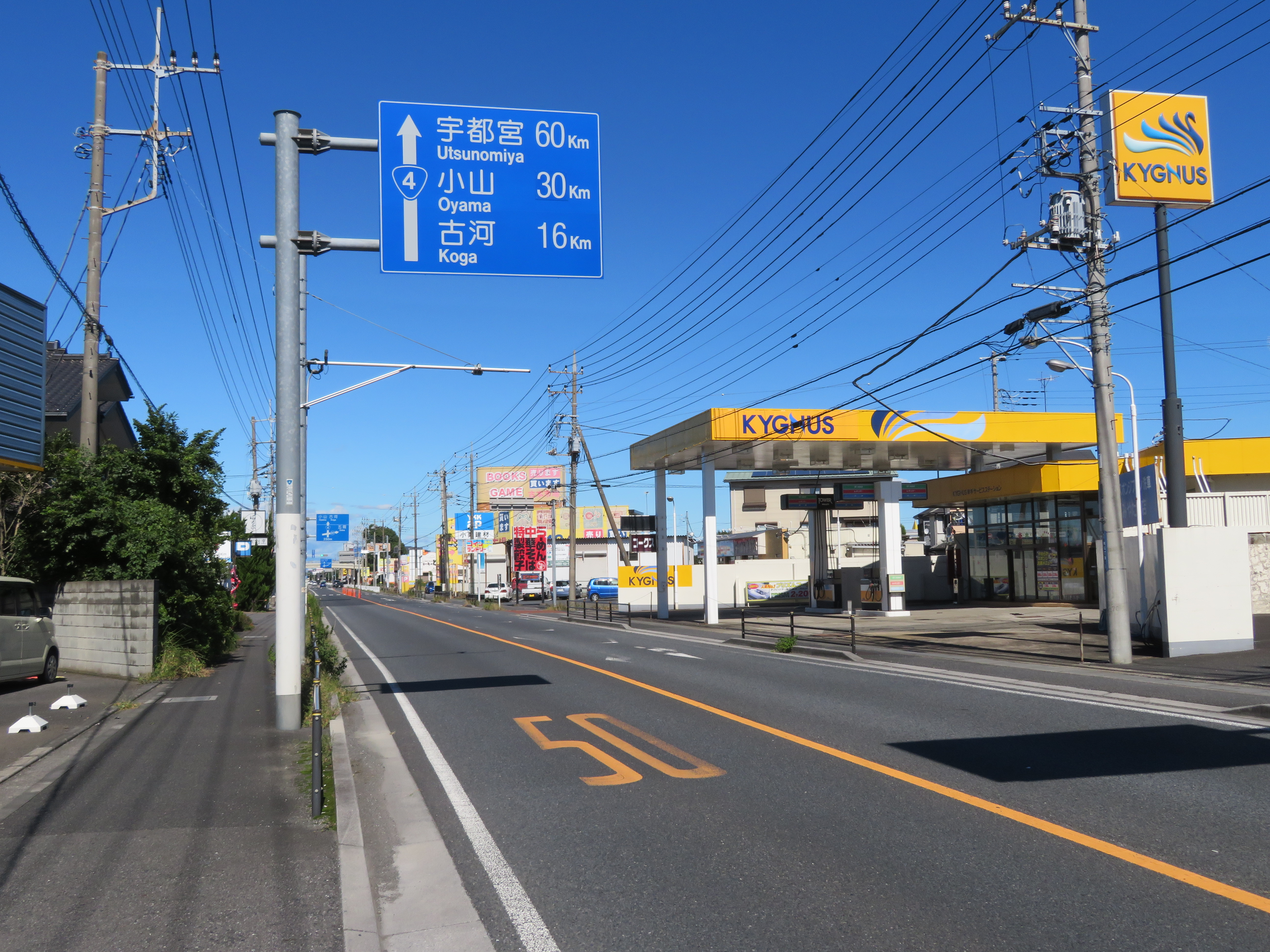
埼玉県幸手市北2丁目付近

## 概要

### 道路諸元
- 起点 : 埼玉県幸手市上高野 上高野一丁目(北)交差点
- 終点 : 埼玉県幸手市内国府間  内国府間交差点 =（埼玉県道65号さいたま幸手線終点）
- 総延長 : 2.6 km
- 道路幅員：約11 m
- 車線数 : 2車線
- 車線幅員 : 約9 m
- 最急勾配 : 2.0 %
- 最小曲線半径 : 400 m
- 横断勾配 : 2.0 %

### 概説
旧幸手宿の区間をバイパスする道路として開通した。この区間の旧国道（約2,400 m）区間は平均幅員6.5 mと狭隘で、急カーブを有する危険な道路であったことから早急に改良する必要があったため当バイパスが計画された。現在は沿道の市街化が進みバイパス道路としての役割は新4号国道に譲り、生活道路としての役割が強くなっている。

## 歴史
- 1956年（昭和31年）4月：着工。
- 1959年（昭和34年）3月：完成。

## 橋梁
| 名称   | 総延長 | 径間割 | 橋台                   |
| ------ | ------ | ------ | ---------------------- |
| 幸手橋 | 11 m   | 1      | コンクリート重力式橋台 |
| 桜橋   | 15 m   | 1      | コンクリート重力式橋台 |

## 交差する道路
- 上側が起点側、下側が終点側。左側が上り側、右側が下り側。

| 交差する道路              | 交差する道路               | 交差する場所       |
| ------------------------- | -------------------------- | ------------------ |
| 国道4号 上野・春日部 方面 |                            |                    |
|                           |                            | 上高野一丁目（北） |
|                           | 埼玉県道414号幸手停車場線  | 中三丁目           |
| 埼玉県道267号幸手境線     | -                          | 北二丁目           |
| -                         | 埼玉県道65号さいたま幸手線 | 内国府間           |
| 国道4号 小山・古河 方面   |                            |                    |